# Europapokal der Landesmeister 1989/90
Der Europapokal der Landesmeister 1989/90 war die 35. Auflage des Wettbewerbs. 32 Klubmannschaften nahmen teil, darunter 31 Landesmeister der vorangegangenen Saison und mit dem AC Mailand der Titelverteidiger. Endspielort war am 23. Mai 1990 das Praterstadion in Wien, wo wieder der AC Mailand gewann.
Nach der Katastrophe von Heysel 1985 waren englische Mannschaften für eine Teilnahme am Wettbewerb gesperrt und der englische Meister der Saison 1988/89 durfte nicht teilnehmen.

## Modus
Die Teilnehmer spielten im reinen Pokalmodus mit (bis auf das Finale) Hin- und Rückspielen um die Krone des europäischen Vereinsfußballs. Bei Torgleichstand zählte zunächst die größere Zahl der auswärts erzielten Tore; gab es auch hierbei einen Gleichstand, wurde das Rückspiel verlängert und ggf. ein Elfmeterschießen zur Entscheidung ausgetragen.

## 1. Runde
Die Hinspiele fanden am 13., die Rückspiele am 27. September 1989 statt.
|                     | Gesamt    |                       | Hinspiel | Rückspiel |
| ------------------- | --------- | --------------------- | -------- | --------- |
| Spora Luxemburg     | 0:9       | Real Madrid           | 0:3      | 0:6       |
| Steaua Bukarest     | 5:0       | Fram Reykjavík        | 4:0      | 1:0       |
| Ruch Chorzów        | 2:6       | ZSKA Sofia            | 1:1      | 1:5       |
| PSV Eindhoven       | 5:0       | FC Luzern             | 3:0      | 2:0       |
| Derry City          | 1:6       | Benfica Lissabon      | 1:2      | 0:4       |
| Malmö FF            | 2:1       | Inter Mailand         | 1:0      | 1:1       |
| Glasgow Rangers     | 1:3       | FC Bayern München     | 1:3      | 0:0       |
| Dynamo Dresden      | 4:5       | AEK Athen             | 1:0      | 3:5       |
| Rosenborg Trondheim | 0:5       | KV Mechelen           | 0:0      | 0:5       |
| AC Mailand          | 5:0       | HJK Helsinki          | 4:0      | 1:0       |
| FC Swarovski Tirol  | 9:2       | Omonia Nikosia        | 6:0      | 3:2       |
| Olympique Marseille | 4:1       | Brøndby IF            | 3:0      | 1:1       |
| Sparta Prag         | 5:2       | Fenerbahçe Istanbul   | 3:1      | 2:1       |
| Linfield FC         | 1:3       | Dnepr Dnepropetrowsk  | 1:2      | 0:1       |
| Sliema Wanderers    | 1:5       | KS 17. Nëntori Tirana | 1:0      | 0:5       |
| Honvéd Budapest     | (a)2:2(a) | Vojvodina Novi Sad    | 1:0      | 1:2       |

## 2. Runde
Die Hinspiele fanden am 18. Oktober, die Rückspiele am 1. November 1989 statt.
|                      | Gesamt |                       | Hinspiel | Rückspiel |
| -------------------- | ------ | --------------------- | -------- | --------- |
| Malmö FF             | 1:4    | KV Mechelen           | 0:0      | 1:4       |
| Olympique Marseille  | 3:1    | AEK Athen             | 2:0      | 1:1       |
| Sparta Prag          | 2:5    | ZSKA Sofia            | 2:2      | 0:3       |
| AC Mailand           | 2:1    | Real Madrid           | 2:0      | 0:1       |
| Dnepr Dnepropetrowsk | 4:2    | FC Swarovski Tirol    | 2:0      | 2:2       |
| FC Bayern München    | 6:1    | KS 17. Nëntori Tirana | 3:1      | 3:0       |
| Steaua Bukarest      | 2:5    | PSV Eindhoven         | 1:0      | 1:5       |
| Honvéd Budapest      | 0:9    | Benfica Lissabon      | 0:2      | 0:7       |

## Viertelfinale
Die Hinspiele fanden am 7., die Rückspiele am 21. März 1990 statt.
|                   | Gesamt |                      | Hinspiel | Rückspiel |
| ----------------- | ------ | -------------------- | -------- | --------- |
| ZSKA Sofia        | 1:4    | Olympique Marseille  | 0:1      | 1:3       |
| KV Mechelen       | 0:2    | AC Mailand           | 0:0      | 0:2 n. V. |
| FC Bayern München | 3:1    | PSV Eindhoven        | 2:1      | 1:0       |
| Benfica Lissabon  | 4:0    | Dnepr Dnepropetrowsk | 1:0      | 3:0       |

## Halbfinale
Die Hinspiele fanden am 4., die Rückspiele am 18. April 1990 statt.
|                     | Gesamt    |                   | Hinspiel | Rückspiel |
| ------------------- | --------- | ----------------- | -------- | --------- |
| AC Mailand          | (a)2:2(a) | FC Bayern München | 1:0      | 1:2 n. V. |
| Olympique Marseille | (a)2:2(a) | Benfica Lissabon  | 2:1      | 0:1       |

## Finale
| AC Mailand                                | AC Mailand | Benfica Lissabon | Benfica Lissabon |
| ----------------------------------------- | --- | --- | ---------------- |
| AC Mailand                                | \| 23. Mai 1990 in Wien (Praterstadion) \| \| Ergebnis: 1:0 (0:0) \| \| Zuschauer: 57.500 \| \| Schiedsrichter: Helmut Kohl ( Österreich) \| | \| 23. Mai 1990 in Wien (Praterstadion) \| \| Ergebnis: 1:0 (0:0) \| \| Zuschauer: 57.500 \| \| Schiedsrichter: Helmut Kohl ( Österreich) \|                                                                  | Benfica Lissabon |
| AC Mailand                                | Giovanni Galli – Mauro Tassotti, Alessandro Costacurta, Franco Baresi , Paolo Maldini – Angelo Colombo (89. Filippo Galli), Frank Rijkaard, Carlo Ancelotti (72. Daniele Massaro), Alberico Evani, Ruud Gullit – Marco van Basten Cheftrainer: Arrigo Sacchi | Silvino – José Carlos, Aldair, Ricardo Gomes, Samuel – Vítor Paneira (76. Vata), Valdo, Jonas Thern, Hernâni – Mats Magnusson, António Pacheco (62. César Brito) Cheftrainer: Sven-Göran Eriksson ( Schweden) | Benfica Lissabon |
| AC Mailand                                | 1:0 Frank Rijkaard (68.) | | Benfica Lissabon |
| AC Mailand                                | Aldair (40.), Ricardo Gomes (65.) | | Benfica Lissabon |
| 23. Mai 1990 in Wien (Praterstadion)      | | |                  |
| Ergebnis: 1:0 (0:0)                       | | |                  |
| Zuschauer: 57.500                         | | |                  |
| Schiedsrichter: Helmut Kohl ( Österreich) | | |                  |

## Beste Torschützen
| Rang | Spieler            | Klub                | Tore |
| ---- | ------------------ | ------------------- | ---- |
| 1    | Jean-Pierre Papin  | Olympique Marseille | 6    |
|      | Romário            | PSV Eindhoven       | 6    |
| 3    | Mats Magnusson     | Benfica Lissabon    | 4    |
|      | Vata Matanu Garcia | Benfica Lissabon    | 4    |
|      | Peter Pacult       | FC Swarovski Tirol  | 4    |

## Eingesetzte Spieler AC Mailand
| AC Mailand | AC Mailand |
| ---------- | --- |
| AC Mailand | - Tor: Giovanni Galli (8/-); Andrea Pazzagli (1/-) - Abwehr: Franco Baresi (8/-); Paolo Maldini (8/-); Alessandro Costacurta (7/-); Mauro Tassotti (7/-); Filippo Galli (6/-); Stefano Carobbi (1/-) - Mittelfeld: Frank Rijkaard (9/2); Alberico Evani (9/1); Angelo Colombo (9/-); Carlo Ancelotti (6/3); Giovanni Stroppa (5/1); Roberto Donadoni (3/-); Diego Fuser (2/-); Ruud Gullit (1/-); Christian Lantignotti (1/-); Stefano Salvatori (1/-) - Sturm: Marco van Basten (7/3); Daniele Massaro (7/2); Stefano Borgonovo (5/2); Marco Simone (5/1) - Trainer: Arrigo Sacchi |